# Japanischer Film

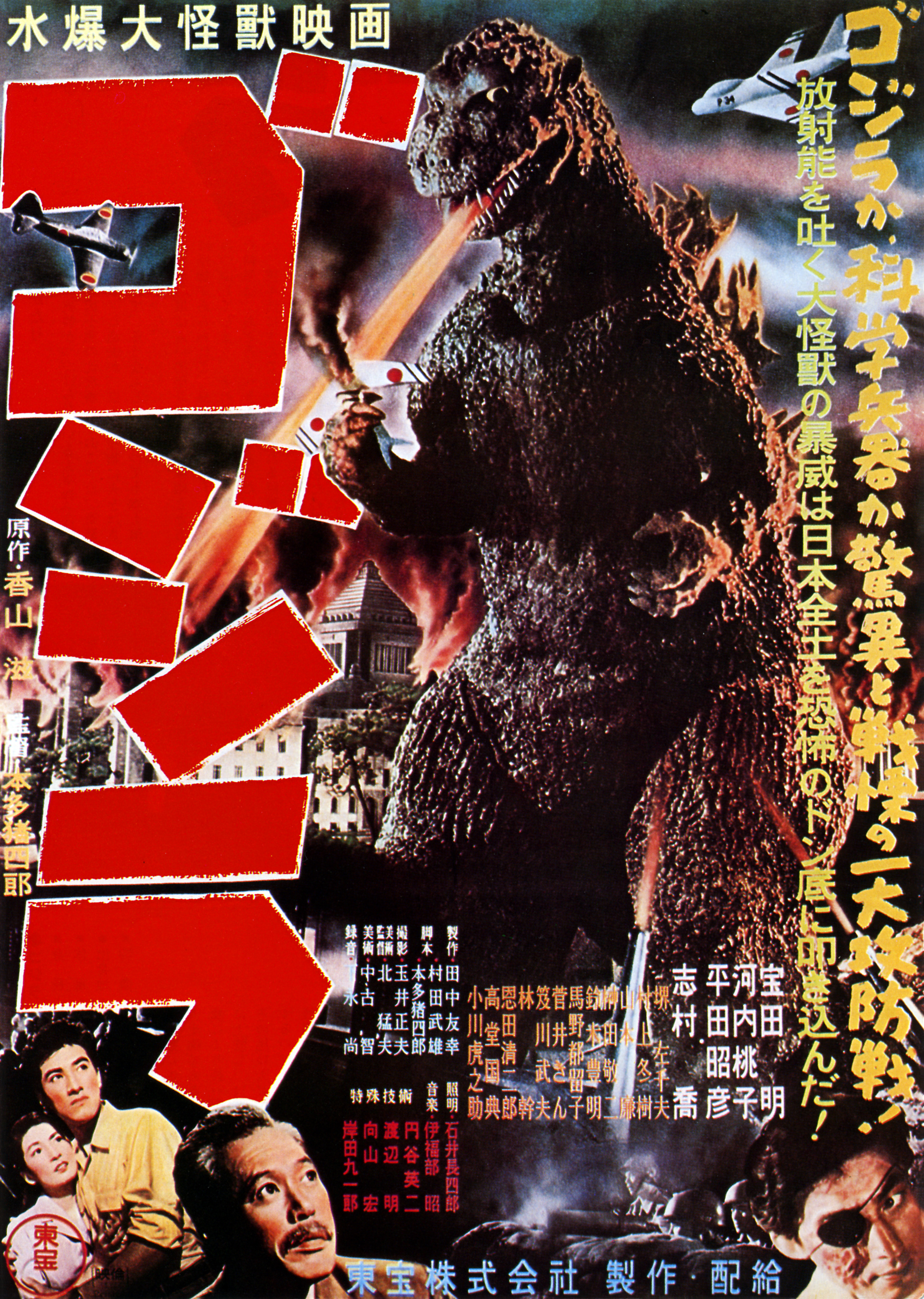
Japanisches Filmplakat zu „Godzilla“ von Ishirō Honda.

Die japanische Filmindustrie gehört zu den ältesten und größten der Welt und produziert derzeit die fünftmeisten Spielfilme. Ein japanischer Regisseur, der im Ausland größtes Renommee erwarb, ist Akira Kurosawa; er trat sowohl mit visuell eindrucksvollen Samurai-Filmen hervor als auch mit Werken, die sich mit der zeitgenössischen japanischen Gesellschaft auseinandersetzen. Die Godzilla-Reihe von Ishirō Honda fand auch im Westen Verbreitung.
Das Tokyo International Film Festival, auf dem der Tokyo Sakura Grand Prix vergeben wird, ist eines der bedeutendsten Filmfestivals in Asien.

## Geschichte des japanischen Films

### Japanischer Stummfilm

#### Die Anfänge des japanischen Kinos
Bereits 1896 wurden in Japan die Projektoren von Lumière und Thomas Alva Edison vorgeführt. 1897, zwei Jahre nach der weltweit ersten Kinovorführung in Paris, brachte der Spinnereibesitzer Katsutaro Inahata, ein Schulfreund Auguste Lumières, einen Filmprojektor nach Japan, wo am 15. Februar in Osaka die erste öffentliche Kinovorführung stattfand. In Japan war Kino von Anfang an ein kostspieliges Vergnügen, das meist im vornehmen Ambiente eines Kabuki-Theaters stattfand. 1903 wurde in Tokio das erste Lichtspieltheater errichtet, in dem Filme und Kabuki-Aufführungen miteinander kombiniert wurden. Der Film galt in Japan lange als etwas Vergängliches, er war bloßes Konsumgut, für den Moment bestimmt, aber nicht zur Aufbewahrung. Daher ist auch zu erklären, dass Japan eine der niedrigsten Erhaltungsquoten von Filmkopien weltweit hat.
Wie in Deutschland waren die Anfänge des Kinos stark mit dem Theater verbunden. Die ersten japanischen Filme entstanden 1899 und waren abgefilmte Szenen aus Kabuki-Theateraufführungen. Bis in die 30er Jahre gehörten im japanischen Kino der (Stumm-)Film und der Erzähler, Benshi genannt, untrennbar zusammen. Der Benshi interpretierte und kommentierte die Bilder. Jedes der drei Spielfilmkategorien – historischer Film (jidaigeki), zeitgenössischer Film (gendaigeki), und westlicher Film (yoga) – hatte ihr eigenes Publikumssegment und ihren eigenen Erzählstil. Der Benshi hatte häufig ähnlichen Starstatus wie ein beliebter Kabuki-Schauspieler und genoss hohes Ansehen. Die westliche Praxis, Stummfilme mit Zwischentiteln zu versehen, setzte sich in Japan kaum durch. Erst der Tonfilm verdrängte den Benshi nach und nach, bis er in den 1950er Jahren gänzlich verschwand.
Eine Kinovorführung in den 20er Jahren bestand meist aus drei Hauptfilmen und entsprach damit der Dreiteilung einer Kabuki-Aufführung. Der Benshi saß während der Vorführung schräg links vor der Leinwand, oft in einer Art Kanzel, an einem Pult. Er beschrieb das Geschehen auf der Leinwand, sprach Dialoge und innere Gedanken, gab interpretierende oder erklärende Kommentare, las oder übersetzte Zwischentitel (falls vorhanden) und fasste den emotionalen Effekt der Filmbilder und des Filmgeschehens in Worte. Mit seinem Körper, seiner Gestik und Mimik war der Benshi auch ein visuelles Element der Aufführung. Eigentlich brauchte ein Benshi gar keinen Film, sein Vortrag funktionierte auch als Hörspiel. Filmerzählungen (eiga monogatari) auf Platten und als Radiosendungen waren sehr beliebt.
Es wurden nicht nur traditionelle Kabuki oder Nō-Theaterstücke mit der Kamera festgehalten, sondern auch moderne Theaterformen mit eher realistischer Schauspieltechnik und moderneren Themen. Das erste japanische Filmstudio wurde 1908 gebaut, um moderne Theaterszenen aufzunehmen. Eine interessante Mischform von Theater und Film war das rensageki („Kettentheater“), das um 1917 sehr beliebt war. Man führte ein normales Theaterstück auf und die Szenen, die sich nicht auf der Bühne darstellen ließen, wurden als vorproduzierter Film eingespielt, dabei sprachen die Schauspieler den Dialog des Stummfilms direkt auf der Bühne mit.

#### Die 1910er Jahre
In den 1910er Jahren gab es Bestrebungen den Film als eigenständige Kunstform zu betrachten und nicht als bloßes Abbildungsmedium von Theaterszenen. Kaeriyama Norimasa, Gründer der Filmzeitschrift Kinema Records, plädierte 1913 für ein jun eigageki (reines Filmtheater), mit einem realistischen, natürlichen Schauspielstil und weiblichen Darstellerinnen (zuvor wurden auch Frauenrollen von Männern gespielt). Außerdem setzte er sich für die Einführung von Zwischentiteln und die Abschaffung des Benshis ein.

#### Die 1920er Jahre

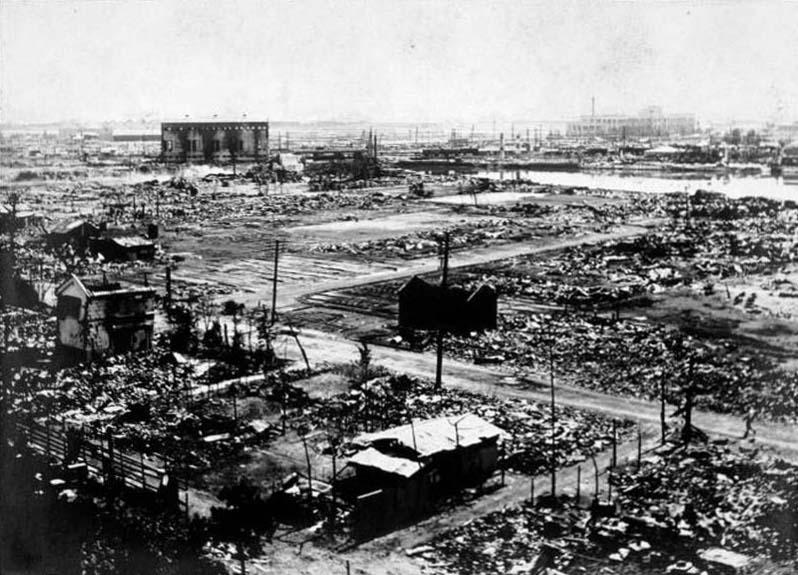
Die Schäden in Yokohama nach dem großen Kanto-Erdbeben von 1923.

Nach dem großen Kanto-Erdbeben von 1923, das das alte Tokio fast komplett zerstörte (und mit ihm die alte Kultur), verstärkte sich der Wunsch der Filmemacher eine neue Art von Kino zu schaffen. Neue Regisseure wie Kenji Mizoguchi reagierten darauf mit einer Orientierung an europäischen Vorbildern und entwickelten neue thematische Konzepte. Immer mehr japanische Regisseure lernten ihr Handwerk in Hollywood und drehten erste Komödien im Westernstil, wie Yasujiro Ozu. Es entstanden Filme, die sichtlich vom deutschen Expressionismus beeinflusst waren. Ende der 1920er Jahre entstanden die sogenannten „Tendenzfilme“ (keiko eiga), die sich mit den wachsenden sozialen und politischen Problemen der Zeit auseinandersetzten und meist von Menschen niedriger Klassen beziehungsweise Arbeitern handelten. Der realistische Stil orientierte sich sowohl am deutschen als auch vor allem am sowjetischen Kino. Die Themen kreisten um die Probleme des Individuums in der Gesellschaft. Tendenzfilme wurden nur innerhalb einer kurzen Zeit hergestellt, ungefähr in dem Zeitraum vom Ende der 1920er bis Anfang der 1930er Jahre. Danach wurde aufgrund der strenger werdenden Zensurauflagen kaum ein Film mehr freigegeben.
Ende des Jahres 1927 bestanden in Japan rund 850 Kinos. Hinzu kamen etwa 2000 Schaubühnen, auf denen ebenfalls regelmäßig Filme vorgeführt wurden. In 14 großen Ateliers wurden Ende der 20er-Jahre jährlich etwa 400 Filme hergestellt, womit der heimische Bedarf weitgehend gedeckt werden konnte. Japan war zudem die einzige Kinonation der Welt, die sich der US-amerikanischen Filmflut ab Beginn der 20er-Jahre verwehren konnte. Es gelang ihnen noch deutlich besser als Deutschland, wo immerhin noch 50 % der gezeigten Filme aus nationaler Produktion waren, den amerikanischen Film vom Heimmarkt fernzuhalten. Wesentlicher Grund dafür waren die anderen Sehgewohnheiten der Japaner, die im Gegensatz zu den Amerikanern und den Europäern nicht viel von einem obligatorischen Happy End hielten. Nur wirklich gute ausländische Produktionen hatten in Japan eine Chance. Daher war trotz allem Charles Chaplin der populärste Darsteller und Meisterwerke des Stummfilms waren auch in Japan keinesfalls unbekannt.

### Japanischer Tonfilm

#### Die 1930er Jahre

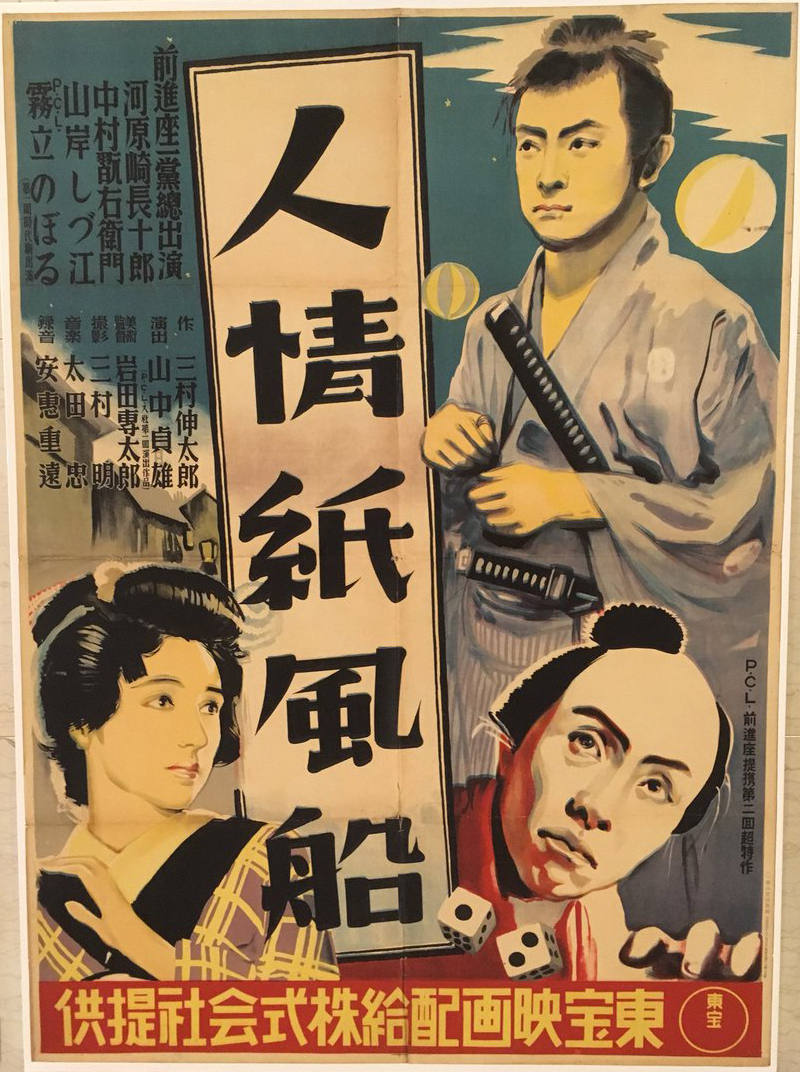
Filmplakat von Ninjō Kamifūsen

Während mit Fujiwara Yoshie no Furusato (藤原義江のふるさと) von Kenji Mizoguchi aus dem Jahr 1930 der erste teilweise und mit Madamu to Nyōbō (マダムと女房) von Heinosuke Gosho im Jahr 1931 Japans erster vollständiger Tonfilm erschien und der Tonfilm in den folgenden Jahren langsam den Stummfilm ablöste, orientierten sich die japanischen Studios immer mehr an dem Vorbild des „Hollywood-Systems“. 1936 wurde die Tōhō-Produktionsgesellschaft gegründet. Tōhō und die anderen vier großen Filmfirmen Shōchiku, Nikkatsu, Tōei und Teikine kontrollierten fast den gesamten japanischen Markt. Außerdem gewannen realistische Darstellungen des japanischen Alltagslebens an Bedeutung, wie Yamanaka Sadaos Ninjō Kamifūsen (人情紙風船, 1937). In dieser Zeit wurde das Kino zum beliebtesten Unterhaltungsmedium. Die Zuschauerzahl kletterte von 158 Millionen im Jahr 1930 bis auf 405 Millionen Besucher im Jahr 1940.
Besonders beliebt waren beim Publikum Verfilmungen melodramatischer Unterhaltungsliteratur, die mit tragischen Liebesgeschichten und hohem ethischen Anspruch das Publikum zu Tränen rührten. Einer der wichtigsten Regisseure dieser humanistischen Melodramen war Kenji Mizoguchi (1898–1956). Er stellte in seinen Filmen besonders das Schicksal von Frauen in ärmlichen Verhältnissen dar, die dem Konflikt zwischen persönlichem Glück und den traditionellen Normen der japanischen Gesellschaft ausgesetzt sind.
Zwei weitere Meister des „Kleine-Leute-Films“ der 1930er Jahre waren Yasujirō Ozu (1903–1963) und Mikio Naruse (1905–1969), von welchen im Westen vor allem die Nachkriegs-Werke bekannt sind. Yasujirō Ozu, der seinen ersten Film 1927 drehte, zeigt die japanische Familie als Mikrokosmos der japanischen Gesellschaft. Für Ozu spielt die Natur dabei eine sehr wichtige Rolle, seine Figuren stehen im Kontext zur Natur und dem Wandel der Jahreszeiten und sind untrennbar mit ihnen verbunden. Zeit wird nicht linear, sondern zyklisch wahrgenommen, wie die wiederkehrenden Jahreszeiten. Das Prinzip des Immer-Wiederkehrenden steht über dem einzelnen Mensch und seinem individuellen Handeln. Mikio Naruse begann 1930 seine filmische Laufbahn zunächst mit verschiedenen Komödien und konzentrierte sich dann, wie Mizoguchi, auf Probleme von Frauen in Arbeiterfamilien oder in kleinbürgerlichem Milieu.
Anfang der 1930er Jahre wurden neben den Melodramen auch Filme, die offensichtlich rechter Propaganda dienten, immer populärer. Nachdem die Produktion linker Tendenzfilme unterbunden wurde, entstanden Filme, die Krieg und nationalistische Ideologien propagierten und die expansionistische Politik Japans in der Mandschurei befürworteten.
Obwohl das Land vor dem Zweiten Weltkrieg eine der produktivsten und ästhetisch interessantesten Filmindustrien hatte, sind heutzutage kaum noch Filme erhalten. Zum einen liegt das natürlich an kriegsbedingten Zerstörungen, zum anderen aber daran, dass der Film als Medium in Japan keinen hohen Stellenwert besitzt. Filme galten und gelten noch immer als reine Unterhaltung und deshalb nicht als besonders bewahrungswürdig. So gibt es im Land erst seit den 1990er Jahren ernstzunehmende Bemühungen, historische Filme zu erhalten. Beispiele für seitdem restaurierte japanische Stummfilme sind Jûjiro (Im Schatten von Yoshiwara, 1928) von Teinosuke Kinugasa und Shigeyoshi SuzukisNani ga Kanojo o sō Saseta ka (Das Mädchen Sumiko – Warum hat sie das getan) von 1929, der 1997 restauriert wurde.

#### Das japanische Kino während des Zweiten Weltkriegs
1937 kam es unter dem Einfluss des radikalen ultranationalistischen Militärs, das eine Expansion in die Republik China und Südostasien anstrebte, zu blutigen Kämpfen, die im Massaker von Nanking mündeten, was zur Folge hatte, dass Japan aus dem Völkerbund austrat. Das Ziel Japans war es, Asien vom europäischen Kolonialismus zu „befreien“. Der Krieg gegen China weitete sich immer mehr nach Südostasien aus, dabei war Japan bei seinen Kriegshandlungen sehr erfolgreich und eroberte ein Land nach dem anderen. Überzeugt von seiner militärischen Macht und der göttlichen Kraft des Tennō (der japanische Kaiser), wagte es Japan schließlich auch die USA anzugreifen. Mit dem Angriff auf Pearl Harbor 1941 wurden die pazifischen Kriegshandlungen mit dem europäischen Krieg verknüpft.
Das Innenministerium, das seit den 1920er Jahren für die Kontrolle des Films und der gesamten öffentlichen Kultur zuständig war, verschärfte während des Krieges zunehmend die Richtlinien für die Filmarbeit. Die Studios konnten kaum noch freie Entscheidungen treffen. 1938 wurden die Drehbuchautoren dazu angehalten, „ihre Arbeit in den Dienst der vaterländischen Ideologie zu stellen; der Film sei dazu da, den traditionellen Nationalstolz zu fördern und das Volk zu Opferbereitschaft für die Ziele des Staates zu erziehen. Ferner sollte der Film die guten Sitten in Familie und Gesellschaft fördern und den individualistischen oder allgemein den europäischen Tendenzen, die von den westlichen Filmen ausgingen, entgegenwirken.“ Nach dem Filmgesetz, das als Vorbild die deutschen Gesetzgebungen hatte und am 1. Oktober 1939 in Kraft trat, durften nur noch sogenannte senkikoyo-Filme hergestellt werden, die die nationalistische Politik unterstützen. Ein Erlass von 1940 verschärfte noch die Vorgaben: „Privates Glück, Luxus, übertriebene Komik, weibliche Raucher oder Alkoholgenuss im Café durften danach im Film nicht mehr gezeigt werden.“ Auf staatliche Anweisung hin wurden 1942 alle Filmproduktionen zu drei Verbänden zusammengeschlossen, die von den großen Firmen Shōchiku, Tōhō und Nikkatsu  angeführt wurden. Diese Konzentration der gesamten japanischen Filmproduktion schaffte der Regierung die bestmögliche Voraussetzung, Filme als Propagandamittel zu nutzen. Gegen Ende des Zweiten Weltkrieges war das Repertoire der Kinos vor allem auf Kriegsfilme, Wochenschauen und Kulturfilme (bunka eiga) beschränkt.

#### Nach dem Zweiten Weltkrieg bis heute

##### Die 1950er Jahre
Nach der Niederlage Japans und der Besetzung des Landes durch die Alliierten zerstörten diese die Hälfte der Kriegs- und Propagandafilme. Des Weiteren wurden die Zensurmaßnahmen der Militärregierung aufgehoben, die künstlerische Freiheit der Filmschaffenden wiederhergestellt. Unter den neuen Machthabern waren nun aber bestimmte demokratiefördernde Botschaften der Filme erwünscht, so dass in den Jahren unmittelbar nach Kriegsende zahlreiche Filme entstanden, die sich kritisch mit der Militärdiktatur beschäftigten. Bereits 1946 drehte Akira Kurosawa mit Kein Bedauern für meine Jugend ein Drama über die Auswirkungen des Militärregimes, und im Jahr darauf Ein wunderschöner Sonntag, eine sozialkritische Gesellschaftsstudie eines einfachen Liebespaars im zerstörten Japan. Als weitere Höhepunkte dieser filmischen Aufarbeitung der Militärdiktatur und des Krieges gelten Keisuke Kinoshitas Vierundzwanzig Augen von 1954 und Kon Ichikawas Freunde bis zum letzten von 1956.
Zu dieser Zeit hatte sich das japanische Kino jedoch bereits lange rehabilitiert, wozu die beiden Altmeister Ozu und Mizoguchi beitrugen, allen voran aber der junge Akira Kurosawa, der nach einigen in Japan erfolgreichen Filmen mit Rashomon – Das Lustwäldchen (1950) den internationalen Durchbruch erzielt. Bei den Filmfestspielen in Venedig 1951 gewann er als erster asiatischer Film den Goldenen Löwen. Damit wurde erstmals einem asiatischen Film ein renommierter internationaler Preis zuteil. Im nächsten Jahr gewann der Film zudem noch den Oscar als bester ausländischer Film. Kurosawas Filmkunst errang weltweites Ansehen und beeinflusste auch europäische und amerikanische Regisseure. Zu den Klassikern der Filmgeschichte zählt sein Meisterwerk Die sieben Samurai (1953), das Vorbild für Die glorreichen Sieben (1960) von John Sturges.

##### Die 1960er und 1970er
Kommerziell erfolgreich wurden Sciencefiction- und Monsterfilme wie Godzilla (1954), Frankenstein – Der Schrecken mit dem Affengesicht und Gamera, die das Genre Kaijū begründeten. Eine neue Generation von Regisseuren, wie u. a. Kon Ichikawa mit „Die Harfe von Burma“ (Biruma no tategoto, 1956) und Masaki Kobayashi mit Barfuß durch die Hölle (Ningen no joke, 1959–1961), wendeten sich wieder anspruchsvolleren Filmen zu und schufen Anfang der sechziger Jahre eine Art Gegenstück zur französischen Nouvelle Vague, aus annähernd denselben Beweggründen. Die Shochiku-Gesellschaft unterstützte eine Reihe von Low-Budget-Produktionen junger Filmemacher, wie Nagisa Ōshima, Masahiro Shinoda und Yoshishige Yoshida. Ōshima wagte mit Tod durch Erhängen (Koshikei, 1968) und Tagebuch eines Diebes aus Shinjuku (1969) die stilistisch radikalsten Experimente, die Behandlung brisanter Themen, wie die demütigende Behandlung der Koreaner in Japan. Alle drei Regisseure verband jedoch das Thema von der gegen die gesellschaftlichen Konventionen aufbegehrenden Jugend. Großes Aufsehen erregte Ōshima 1976 mit dem schockierenden Erotikfilm Im Reich der Sinne.
Um die Vorherrschaft der Amerikaner auf dem einheimischen Filmmarkt einzudämmen, richtete die Regierung 1972 einen Förderfonds für Qualitätsfilme ein. Diese Maßnahme bot einigen begabten Regisseuren bessere Chancen, konnte jedoch den Niedergang der japanischen Filmindustrie, der sich bis in die achtziger Jahre fortsetzte, nicht aufhalten.
Der im Jahr 1973 erschienene Film Der Untergang Japans (Nihon Chinbotsu) führte in Japan zu einer Sensation und zu Angstattacken im Kinosessel. Der Film thematisiert, wie Japan komplett im Ozean versinkt. Er ebnete so den Weg für weitere Endzeitfilme.
Ein nennenswerter Pink Eiga ist Sasori – Scorpion (1972) von Shun’ya Itō, durch den Meiko Kaji in Japan berühmt wurde. Der auf einen Manga basierende Film erhielt noch fünf Nachfolger. 1973 spielte Meiko Kaji außerdem in den Film Lady Snowblood (Shurayuki-hime) mit. Das poetische Porträt einer Frau, die Rache an den Mördern ihrer Familie übt wurde Vorbild für Quentin Tarantinos Kill Bill.

##### Die 1980er Jahre
1983 wurde der Manga Barfuß durch Hiroshima als Anime verfilmt. Hayao Miyazaki verfilmte ein Jahr später die Manga-Serie Nausicaä aus dem Tal der Winde. 1988 folgte Katsuhiro Otomo diesem Beispiel mit seinem Anime-Film Akira. Im selben erschien der Antikriegsanime Die letzten Glühwürmchen von Isao Takahata, der gegen Ende des Zweiten Weltkriegs spielt.
Shōhei Imamura gelang mit dem Film Die Ballade von Narayama der Durchbruch und gewann damit die Goldene Palme bei den Internationalen Filmfestspielen von Cannes 1983.
Akira Kurosawa drehte Kagemusha (1980) und den bis dahin teuersten japanischen Film Ran (1985), mit einem Budget von 12 Millionen US-Dollar. Zugleich kehrte Seijun Suzuki 1980 mit dem Film Zigeunerweisen (wörtliche Übersetzung des Originaltitels Tsigoineruwaizen) in den Regiestuhl zurück.
Jūzō Itami war mit seiner Komödie Tampopo (1985) sehr erfolgreich.

##### Die 1990er Jahre
Das moderne japanische Kino seit 1990 beschreibt in erster Linie eine „Gesellschaft, die unter Kommunikationslosigkeit und dem Zusammenbruch menschlicher Beziehungen leidet.“ (Nagisa Ōshima)

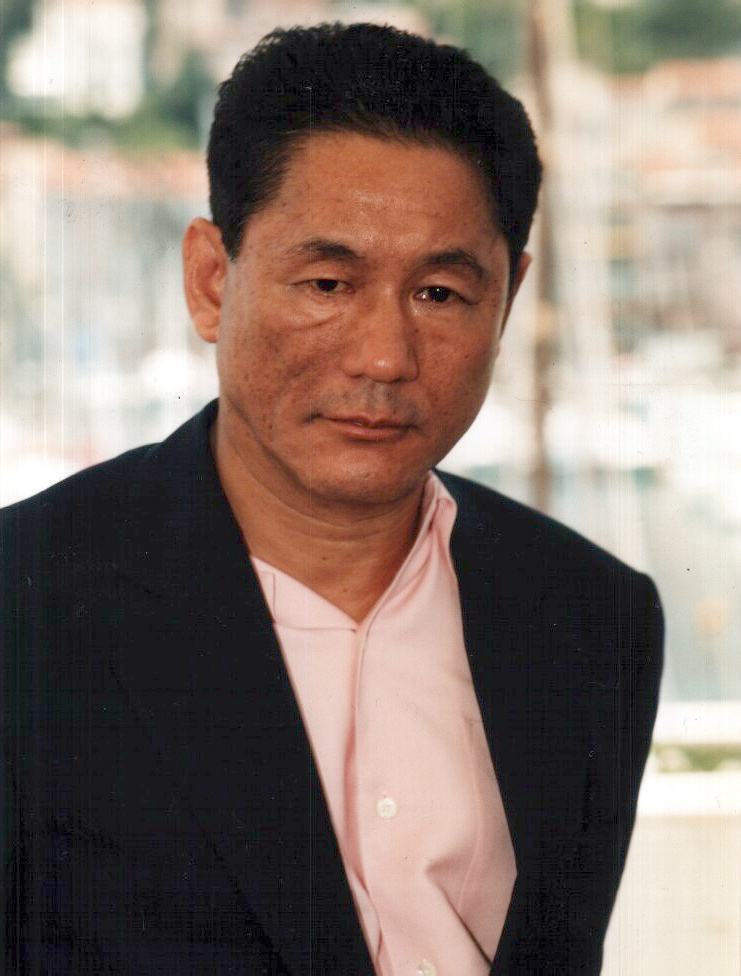
Takeshi Kitano

Takeshi Kitano entwickelte sich zu einem der wichtigsten japanischen Regisseure, durch Filme wie Sonatine (1993), Kids Return (1996) und Hana-Bi, der auf den Internationalen Filmfestspielen von Venedig 1997 mit dem Goldenen Löwen ausgezeichnet wurde.
Kommentare zur gesellschaftlichen Unterdrückung sind im Bereich der sadomasochistischen Filmkunst zu finden, wie zum Beispiel die Literaturverfilmungen Tokio Dekadenz (1992) von Ryū Murakami und Flower and Snake (2004; Remake von Hana to Hebi) von Masaru Konuma.
Bei den Internationalen Filmfestspielen von Cannes 1997 wurde die Komödie Der Aal von Shōhei Imamura mit der Goldenen Palme ausgezeichnet. Der Film erzählt die surreale Geschichte eines Mörders.
Mamoru Oshii verfilmte 1995 den Manga Ghost in the Shell von Masamune Shirow. Dieser philosophische Science-Fiction-Film war international sehr erfolgreich und sorgte für weltweite Anerkennung. Er ist außerdem das Vorbild zur Matrix-Trilogie der Wachowski-Geschwister. Mamoru Oshii schrieb auch das Drehbuch zum 1999 erschienenen Film Jin-Roh, der sich mit Terrorismus und moralischen Entscheidungen eines Individuums in einem totalitären Staat auseinandersetzt. 1997 erschien der Anime Prinzessin Mononoke von Hayao Miyazaki, der der bis dahin erfolgreichste Film in Japan wurde und mehr Geld einspielte als Titanic. 1998 kam Pokémon – Der Film, der auf einem Videospiel basiert, in die japanischen Kinos und wurde zum bis dahin erfolgreichsten Film.
Ende der 90er begann in Japan eine neue Welle von „J-Horror“-Filmen durch Ringu und Dark Water von Hideo Nakata, sowie Ju-on von Takashi Shimizu, Audition und The Call von Takashi Miike. Diese Welle hält bis heute an; zahlreiche Filme erhielten „Hollywoodremakes“.
Takashi Miike wird weltweit als Kultregisseur gefeiert, da er keine Stereotype abliefert.

##### Die 2000er Jahre

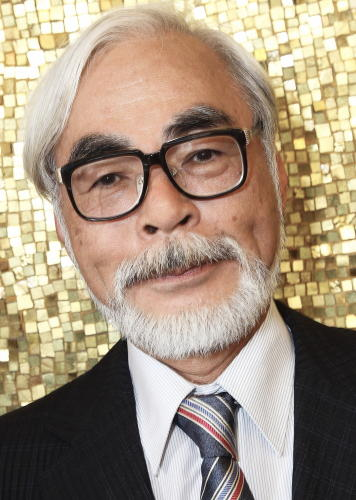
Hayao Miyazaki

Hayao Miyazaki meldete sich 2001 mit dem Anime Chihiros Reise ins Zauberland zurück und erhielt dafür den Oscar für den besten animierten Film. Miyazakis nachfolgende Werke Das wandelnde Schloss und Ponyo das verzauberte Goldfischmädchen erschienen 2004 und 2008.
Ebenfalls im Jahr 2001 verfilmte Rintaro den Manga Metropolis, der von einer Abbildung zum gleichnamigen Film von Fritz Lang inspiriert wurde. In Deutschland kam der Film am 31. Oktober 2002 unter dem Namen Robotic Angel ins Kino.
2004 veröffentlichte Mamoru Oshii den Animefilm Ghost in the Shell 2 – Innocence, der, wie schon der Vorgänger, weltweit sehr gute Kritiken erhielt. Satoshi Kon veröffentlichte die erfolgreichen Anime Millennium Actress (2001), Tokyo Godfathers (2003) und Paprika (2006). Katsuhiro Otomo veröffentlichte 2004 das Cyberpunkmeisterwerk Steamboy, der internationale Erfolge feierte. In Zusammenarbeit mit Studio 4°C veröffentlichte der US-amerikanische Regisseur Michael Arias den Anime Tekkon Kinkreet im Jahr 2008, der internationale Anerkennung erhielt. Hideaki Anno gründete mit Studio Khara sein eigenes Produktionsstudio und schuf eine Filmreihe basierend auf seiner Erfolgsserie Neon Genesis Evangelion. Die Tetralogie Rebuild of Evangelion erzählt eine alternative Geschichte der Originalserie. Der erste Film Evangelion: 1.11 – You Are (Not) Alone. erschien im September 2007 mit beachtlichem Erfolg. Der zweite Film Evangelion: 2.22 – You Can (Not) Advance. erschien im Juni 2009.
Im Jahr 2000 erschien der auf einen Roman basierende Film Battle Royale, der auch im Westen Kultstatus erreichte. In diesem dystopischen Werk von Kinji Fukasaku geht es um ein Spiel, an dem Schulklassen teilnehmen müssen, um sich gegenseitig zu töten. 2008 erschien mit 20th Century Boys ein Science-Fiction-Film, der schnell Kultstatus erreichte. In dem Film wird ein von Kindern geschaffenes Endzeitszenario Wirklichkeit.
Der im Jahr 2001 erschienene Film Final Fantasy: Die Mächte in dir von Square Pictures ist der erste vollständig computeranimierte Kinofilm mit einer weitgehend realistischen Darstellung von Menschen. Mit Final Fantasy VII: Advent Children und „Resident Evil: Degeneration“ erschienen zwei weitere CGI-Filme, die an die Handlung der Videospielvorgänger anknüpfen.
Der Genremix Shinobi von Ten Shimoyama verbindet Superheldengeschichten mit einer Romanze im alten Japan. Zudem wurde 2006 der Manga Death Note realverfilmt. Die beiden ersten Filme spielten allein in Japan über 60 Millionen US-Dollar ein.
Einige Filme wie das Pop-Art-Spektakel Survive Style 5+ (2004), die Komödie Kamikaze Girls (2004), der Actionfilm The Machine Girl (2008) und die Tragikomödie Love Exposure (2008, Ai no Mukidashi) geben Einblick in die japanische Popkultur. 2006 gab die bekannte Sängerin Yui ihr Schauspieldebüt in dem Film Taiyō no uta, welcher auf der gleichnamigen Drama-Serie, mit Erika Sawajiri in der Hauptrolle, basiert.
Außerdem erschienen einige nennenswerte französisch-japanische Ko-Produktionen, so zum Beispiel die Actionkomödie Wasabi – Ein Bulle in Japan (2001) von Gérard Krawczyk und der Arthousethriller Das Geheimnis der Geisha (2008) von Barbet Schroeder, basierend auf den Roman Beast in the Shadows von Edogawa Rampo.
2009 wurde der Film Nokan – Die Kunst des Ausklangs (Okuribito) von Regisseur Yōjirō Takita mit dem Oscar für den besten fremdsprachigen Film ausgezeichnet.
| Japanische Kinospielfilmproduktion | Japanische Kinospielfilmproduktion |
| Jahr                               | Anzahl                             |
| ---------------------------------- | ---------------------------------- |
| 1975                               | 333                                |
| 1985                               | 319                                |
| 1995                               | 289                                |
| 2005                               | 356                                |

## Bedeutende japanische Filme

### Stummfilmzeit (bis 1935)
- 1921: Rojō no Reikon (englisch: Souls on the Road), Minoru Murata
- 1926: Eine verrückte Seite (Kurutta Ippeji), Teinosuke Kinugasa
- 1928: Im Schatten von Yoshiwara (Jujiro), Teinosuke Kinugasa
- 1930: Das Mädchen Sumiko – Warum hat sie das getan? (Nani ga kanojo o sô saseta ka), Shigeyoshi Suzuki
- 1931: Madamu to Nyōbō (englisch: The Neighbor's Wife and Mine), Heinosuke Gosho (Japans erster Tonfilm)
- 1932: Ich wurde geboren, aber... (Umarete wa mita keredo), Yasujiro Ozu
- 1933: Die weißen Fäden des Wasserfalls (Taki no shirato), Kenji Mizoguchi
- 1935: Eine Herberge in Tokio (Tokyo no yado), Yasujiro Ozu

### 1935–1945
- 1935: Frau, sei wie eine Rose! (Tsuma yo bara no yo ni), Mikio Naruse
- 1936: Der einzige Sohn (Hitori musuko), Yasujiro Ozu
- 1936: Die Schwestern von Gion (Gion no shimai), Kenji Mizoguchi
- 1937: Ninjo kami fusen (englisch: Humanity and Paper Balloons), Sadao Yamanaka
- 1939: Erzählung von den späten Chrysanthemen (Zangiku monogatari), Kenji Mizoguchi
- 1941: Die Geschwister der Familie Toda (Todake no kyodai), Yasujiro Ozu
- 1942: Die Schlacht von Hawaii und in der Malaien-See (Hawai mare oki kaisen), Kajiro Yamamoto
- 1943: Judo Saga – Die Legende vom großen Judo (Sugata Sanshiro), Akira Kurosawa

### Nachkriegsjahre
- 1947: Erzählungen eines Nachbarn (Nagaya shinshiroku), Yasujiro Ozu
- 1947: Die Liebe der Schauspielerin Sumako (Joyū Sumako no koi), Kenji Mizoguchi
- 1949: Ein streunender Hund (Nora Inu), Akira Kurosawa
- 1949: Später Frühling (Banshun), Yasujiro Ozu
- 1950: Rashomon – Das Lustwäldchen (Rashomon), Akira Kurosawa
- 1952: Einmal wirklich leben (Ikiru), Akira Kurosawa
- 1953: Das Höllentor (Jigokumon), Teinosuke Kinugasa
- 1953: Die Reise nach Tokyo (Tokyo monogatari), Yasujiro Ozu
- 1953: Ugetsu – Erzählungen unter dem Regenmond (Ugetsu monogatari), Kenji Mizoguchi
- 1954: Die sieben Samurai (Shichinin no samurai), Akira Kurosawa
- 1954: Godzilla (Gojira), Ishirō Honda
- 1954: Vierundzwanzig Augen (Nijushin no hitomi), Keisuke Kinoshita
- 1956: Die burmesische Harfe (Biruma no tategoto), Kon Ichikawa

### 1960er Jahre
- 1959/61: Barfuss durch die Hölle, Masaki Kobayashi
- 1960: Bonchi, Kon Ichikawa
- 1961: Yojimbo – Der Leibwächter, Akira Kurosawa
- 1962: Harakiri (Seppuku), Masaki Kobayashi
- 1962: Hakai, Kon Ichikawa
- 1964: Three Outlaw Samurai (Sanbiki no Samurai), Hideo Gosha
- 1964: Die Frau in den Dünen (Suna no onna), Hiroshi Teshigahara
- 1964: Onibaba – Die Töterinnen (Onibaba), Kaneto Shindō
- 1967: Branded to Kill (Koroshi no rakuin), Seijun Suzuki
- 1969: Goyokin, Hideo Gosha

### 1970er Jahre
- 1971: Die Zeremonie (Gishiki), Nagisa Ōshima
- 1972: Sayuri, die Stripperin (Ichijō Sayuri: Nureta yokujō), Tatsumi Kumashiro
- 1973: Battles Without Honor and Humanity (Jingi naki tatakai), Kinji Fukasaku
- 1973: Lady Snowblood (Shurayuki-hime), Toshiya Fujita
- 1974: Sandakan, Haus Nr. 8 (Sandakan hachibanshokan bohkyo), Kei Kumai
- 1976: Das Nordkap (Kita no misaki), Kei Kumai
- 1979: The Man Who Stole the Sun (Taiyō o Nusunda Otoko), Kazuhiko Hasegawa
- 1979: Das Schloss des Cagliostro (Rupan Sansei: Kariosutoro no Shiro), Anime, Hayao Miyazaki

### 1980er Jahre
- 1980: Kuruizaki Thunder Road, Sōgo Ishii
- 1982: Burst City (Bakuretsu Toshi), Sōgo Ishii
- 1983: The Family Game (Kazoku Gēmu), Yoshimitsu Morita
- 1984: Nausicaä aus dem Tal der Winde (Kaze no Tani no Naushika), Anime, Hayao Miyazaki
- 1985: Ran, Akira Kurosawa
- 1985: Tampopo, Jūzō Itami
- 1986: Das Schloss im Himmel (Tenkū no Shiro Rapyuta), Anime, Hayao Miyazaki
- 1987: Wicked City (Yōjū Toshi), Anime, Yoshiaki Kawajiri
- 1987: Tokyo Bordello, Hideo Gosha
- 1988: Mein Nachbar Totoro (Tonari no Totoro), Anime, Hayao Miyazaki
- 1988: Die letzten Glühwürmchen (Hotaru no haka), Anime, Isao Takahata
- 1988: Akira, Anime, Katsuhiro Otomo
- 1989: Der Tod eines Teemeisters (Sen no Rikyu), Kei Kumai

### 1990er Jahre
- 1993: Sonatine, Kitano Takeshi
- 1993: Ninja Scroll (Jūbē Nimpūchō), Anime, Yoshiaki Kawajiri
- 1995: Ghost in the Shell (Kōkaku Kidōtai), Anime, Mamoru Oshii
- 1996: Shall we dance? (Shall we dansu?), Masayuki Suo
- 1997: Hana-Bi, Kitano Takeshi
- 1997: Prinzessin Mononoke (Mononoke Hime), Anime, Hayao Miyazaki
- 1998: Ring – Das Original (Ringu), Hideo Nakata
- 1998: Jin-Roh, Anime, Hiroyuki Okiura
- 1999: Audition, Takashi Miike
- 1999: Monday, Hiroyuki Tanaka (Sabu)

### 2000er Jahre
- 2000: Vampire Hunter D: Bloodlust (Banpaia Hantâ D), Yoshiaki Kawajiri
- 2000: Battle Royale, Fukasaku Kinji
- 2001: Chihiros Reise ins Zauberland (Sen to Chihiro no Kamikakushi), Anime, Hayao Miyazaki
- 2002: Dolls, Kitano Takeshi
- 2003: Die wunderbare Welt der Sachiko Hanai, Mitsure Meike
- 2004: Casshern, Kazuaki Kiriya
- 2004: Das wandelnde Schloss, Anime, Hayao Miyazaki
- 2004: Nobody Knows, Hirokazu Koreeda
- 2006: Das Mädchen, das durch die Zeit sprang (Toki wo kakeru shojo), Anime, Mamoru Hosoda
- 2008: Nokan – Die Kunst des Ausklangs, Yōjirō Takita
- 2008: Love Exposure, Sion Sono
- 2013: Like Father, Like Son, Hirokazu Koreeda
- 2015: Unsere kleine Schwester, Hirokazu Koreeda